# Vilhèra (Alta Garona)
Vilhèra (francès Billière) és un municipi del departament francès de l'Alta Garona, a la regió d'Occitània.